# جيفرسون فرنسيسكو ماركيز لوبيز
جيفرسون فرنسيسكو ماركيز لوبيز (17 أكتوبر 1989 بساو باولو في البرازيل - ) هو لاعب كرة قدم برازيلي في مركز الوسط. لعب مع بورتوغيزا سانتيستا وجمعية بورتوغيزا الرياضية ونادي كوكسي ونادي سامبايو كوريا ونادي أتلتيكو فيروفياريو وMisto Esporte Clube ‏.

## وصلات خارجية
- جيفرسون فرنسيسكو ماركيز لوبيز على موقع قاعدة بيانات كرة القدم.إي يو (الإنجليزية)
- جيفرسون فرنسيسكو ماركيز لوبيز على موقع Soccerway.com (الإنجليزية)